# Amilcar Type C 3

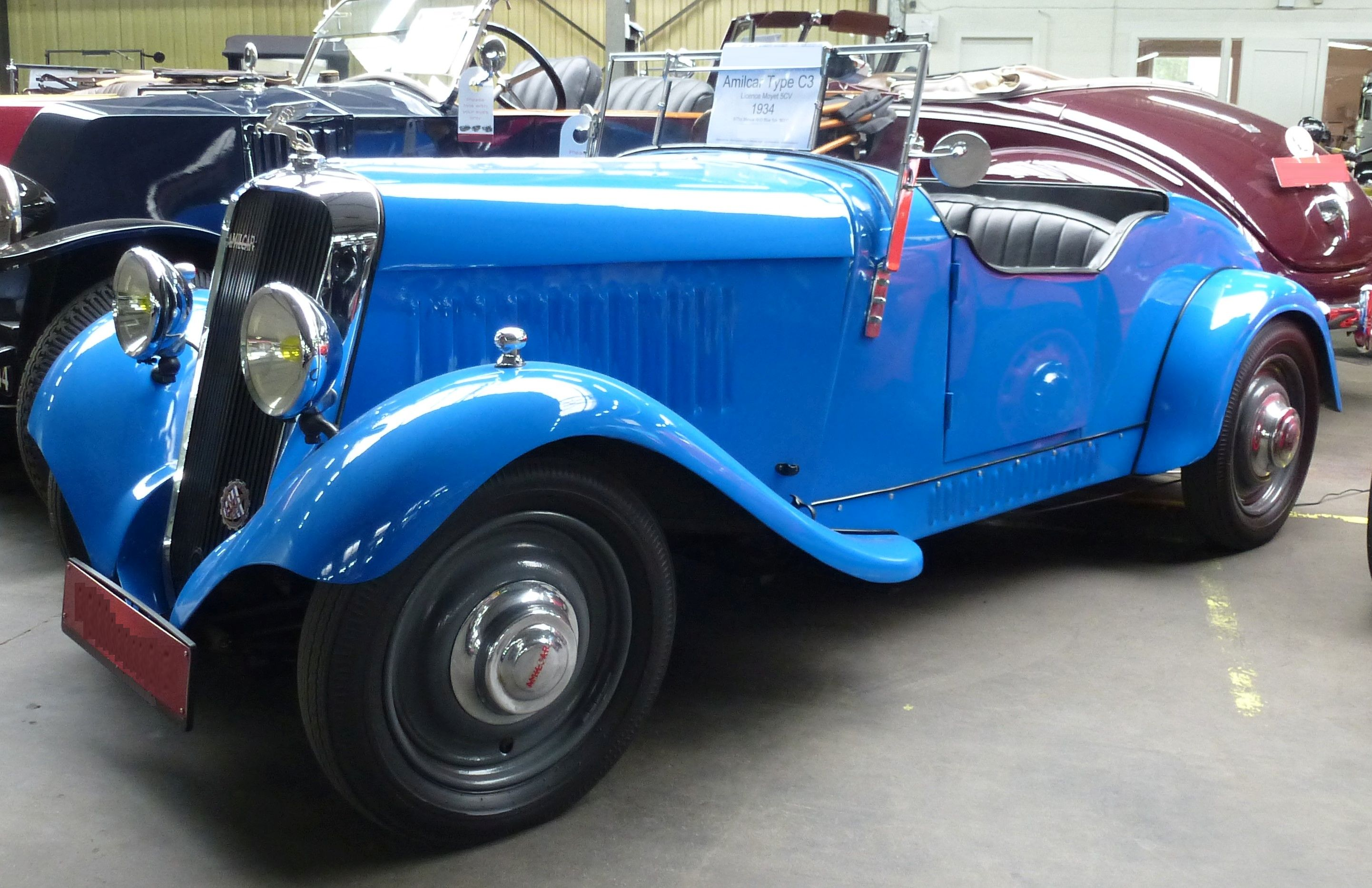
Seitenansicht

Der Amilcar Type C 3 (kurz Amilcar C 3) war ein Pkw der französischen Marke Amilcar. Es gibt auch die Schreibweise Amilcar Type C3.

## Beschreibung
Das Fahrzeug erschien im Oktober 1933 als Nachfolger des Amilcar Type C.
Der Vierzylindermotor mit Thermosiphonkühlung war weiterhin vorne im Fahrzeug eingebaut und trieb die Hinterachse an. Die Bohrung war geringfügig auf 59 mm erhöht worden. In Verbindung mit dem beibehaltenen Hub von 80 mm ergab es 875 cm³ Hubraum. Der Motor war steuerlich mit 5 Cheval fiscal eingestuft. Er leistete 21 PS.
Der Radstand war auf 225 cm verlängert worden. Die Spurweite von 106 cm (vorne) und 108 cm (hinten) blieb unverändert. Das Leergewicht betrug je nach Quelle 510 kg oder 650 kg. Der längere Aufbau ermöglichte dreisitzige Aufbauten. Bekannt sind Cabriolimousine, Cabriolet und Coupé. Dazu kam ein zweisitziger Roadster. Ein äußeres Unterscheidungsmerkmal zum Vorgänger waren die längeren vorderen Kotflügel, die bis an die Türen reichten.
1934 endete die Produktion. Nachfolger wurde der Amilcar Type C 5. Diese beiden Modelle sowie der Vorgänger werden gelegentlich zusammengefasst als 5 CV bezeichnet. Zwischen 1932 und 1934 entstanden 2456 Fahrzeuge dieser drei Modelle.
Dorotheum versteigerte 2018 die Reste eines Fahrzeugs, das irrtümlich als Type M bezeichnet war, für 2300 Euro.